# Paul Samuel Auszenkier
Paul Samuel Auszenkier (né en 1924 à Łódź, de son vrai nom, Szmul Fajwel Auszenkier) est l'un des précurseurs du rapprochement judéo chrétien[réf. souhaitée].  Il s'est éteint le 28 septembre 2012, juste après Kippour.

## Biographie
Né à Łódź, Pologne, le 2 novembre 1924, ses parents, David et Faigele déménagent dans la ville libre de Dantzig (aujourd'hui Gdańsk). Avec l'annexion de cette dernière par l'Allemagne nazie en 1939, la famille de cinq enfants, dont Paul Samuel est le dernier né, déménage à Paris. Mais les Allemands poursuivent leur invasion de l'Europe et arrivent à Paris en 1940, la famille est alors séparée. Ses sœurs ainées Mina et Tsecha avaient déjà fui en Palestine, son frère ainé Jacques cache sa religion et est fait prisonnier de guerre. Sa sœur Sarah fait partie des victimes de la rafle du Vel d’Hiv, elle mourra au camp de concentration d'Auschwitz. Ses parents survivront cachés dans un pavillon en banlieue parisienne.
Paul Samuel passe en zone libre. Se trouvant alors à Bordeaux, il tombe malade et est soigné par une religieuse, la sœur Jean Gabrielle, qui lui fait alors découvrir le Nouveau Testament. Il a une révélation et découvrira le combat de sa vie celui de ramener les juifs vers leur église. En 1942, il fuit par l'Espagne et rejoint les forces françaises libres de la 2e DB du général Leclerc à Tanger au Maroc. L'armée est acheminée à Glasgow en Écosse, puis débarque en Normandie avec les troupes du général Patton un mois après le D Day. Paul Samuel participe à la libération de Paris puis est démobilisé de la 2e DB.
Mais il veut poursuivre le combat. Parlant allemand et anglais, il se met au service du CIC - le contre-espionnage américain - pour débusquer les nazis qui se cachent au sein de la population en Allemagne. Après la guerre il travaille un bref moment à l'ambassade des États-Unis à Paris. À la même époque, Paul Samuel découvre la maison d'Ananie, un lieu où les juifs peuvent vivre une foi chrétienne. Il y restera dix ans. Il part ensuite en Israël pour essayer de vivre sa foi chrétienne et pendant ces années où il trouve un emploi local à Tel-Aviv chez Air France, il profite d'un voyage en Belgique et y rencontre sa femme, il épouse Rachel Lazega de qui il aura ses deux premiers enfants, deux garçons qui naissent à Tel-Aviv, David en 1960 et Yigal en 1962.
Mais il est beaucoup trop tôt pour vivre sa foi chrétienne dans ce pays jeune qu'est Israël, les affres de la guerre ne sont pas encore cicatrisés, de plus les conditions de vie de ce pays sont trop dures pour Rachel qui a quitté une Europe où la vie était enfin devenue beaucoup plus facile. Paul Samuel revient à Paris en 1964 où naît leur troisième enfant, Claire.
Il restera à Paris où il travaillera les dix dernières années de sa vie professionnelle à l'ambassade des États-Unis. En dehors de sa vie professionnelle et familiale il rejoint la maison d'Ananie et participe à la fondation d'un groupe de prière dédié au rapprochement judéo chrétien l'« Association Marie Fille de Sion »] sur Paris. Il sera très proche du cardinal Jean-Marie Lustiger qu'il connaîtra bien avant sa nomination.
Il participera à de nombreux cercles religieux, surtout celui de l'église Saint-Leu-Saint-Gilles à Paris mais gardera également des liens avec ses camarades d'enfance de « l'école du travail » située rue des Rosiers, avec les anciens de la 2e DB, avec le mémorial de la Shoah. Il participera à une chorale yiddish les Jacinta's Singers après la disparition de sa femme Rachel en 2010.
En octobre 2010, à l'occasion de la parution de son livre Faire mémoire, il accordera une interview à la chaîne KTO dans l'émission 
« Un cœur qui écoute ». Sa participation à de multiples activités, sa ferveur, ses dons exceptionnels de communication en feront un homme apprécié de tous, sa famille, ses proches, ses amis.

## Publications
En 2009, avec Christine Garcette, il publie aux éditions du Cerf un livre biographique, « Faire mémoire » , une œuvre de témoignage qu'il partagea auprès des jeunes dans les collèges et également au mémorial de la Shoah.